# Park Narodowy Santos Luzardo
Park Narodowy Santos Luzardo, znany również jako Park Narodowy Cinaruco-Capanaparo (hiszp. Parque nacional Santos Luzardo) – park narodowy w Wenezueli położony w stanie Apure. Został utworzony 24 lutego 1988 roku i zajmuje obszar 5843,68 km². W 2005 roku został zakwalifikowany przez BirdLife International jako ostoja ptaków IBA.

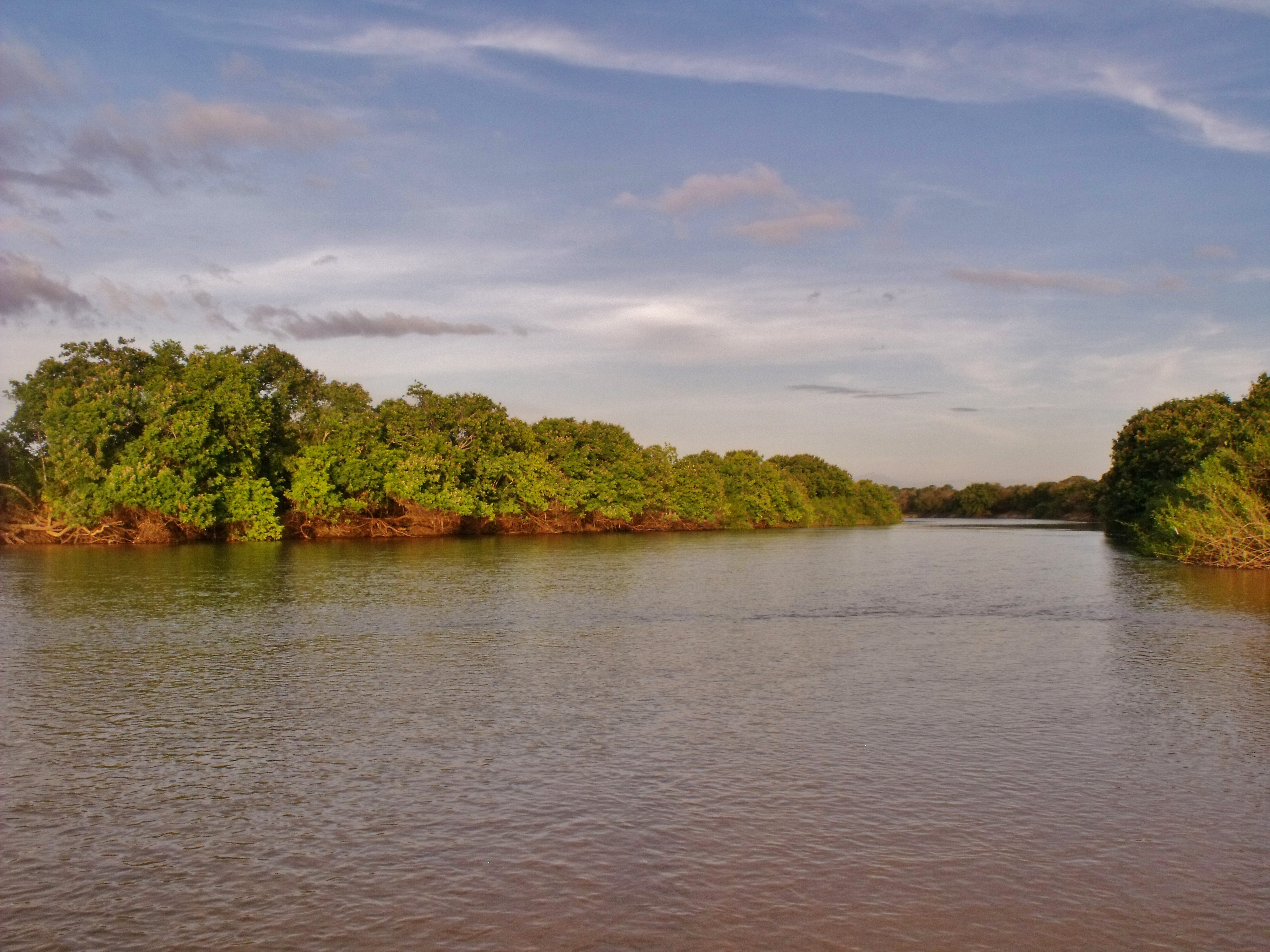
Rzeka Capanaparo

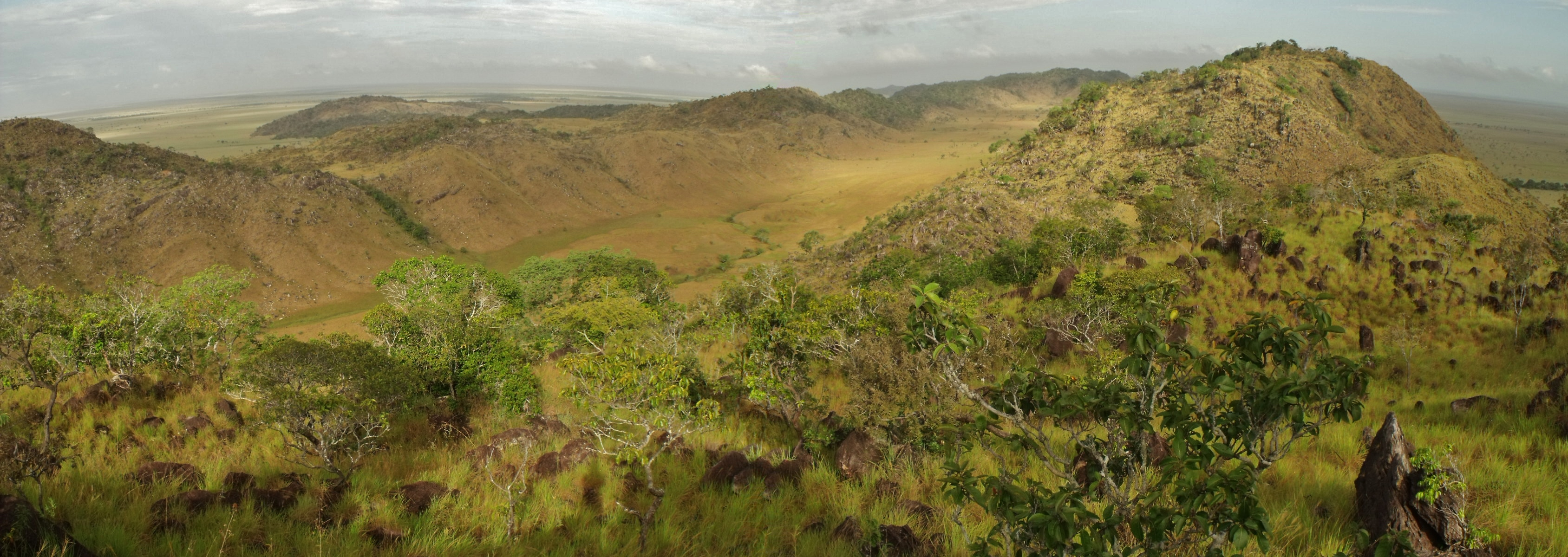
Wzniesienia
w południowo-wschodniej części parku

## Opis
Park obejmuje rozległą równinę w zachodniej części Wenezueli, przy granicy z Kolumbią, pomiędzy rzekami Capanaparo na północy, Cinaruco na południu oraz ich ujściem do Orinoko. Tylko na południowym wschodzie parku znajdują się skaliste wzniesienia będące częścią Wyżyny Gujańskiej. Prawie całą powierzchnię parku pokrywają sawanna i wydmy. Nad brzegami rzek występują lasy galeriowe. Okolice rzeki Capanaparo zamieszkuje rdzenna ludność z grup etnicznych Yaruro i Guahivo.
Średnia roczna temperatura w parku wynosi +27 °C, a średnie roczne opady 1500 mm. Pora deszczowa trwa od kwietnia do listopada.

## Flora
W lasach galeriowych dominuje Mauritia flexuosa, a na sawannach rośliny z rodziny wiechlinowate. Rosną tu także drzewa z rodziny Curatella oraz m.in. Bowdichia virgilioides.
W parku występuje 10 gatunków endemicznych. Są to m.in.: Alibertia edulis, Erythroxylum foetidum i Strychnos davidsei.

## Fauna
W parku zarejestrowano 345 gatunków ryb. Są to m.in.: Cichla ocellaris, paku czarnopłetwy, Prochilodus mariae, strętwa, Pseudoplatystoma fasciatum i Pseudoplatystoma trigrinum. 
Ssaki tu występujące to zagrożone wyginięciem (EN) arirania amazońska i inia amazońska, narażone na wyginięcie (VU) mrówkojad wielki i manat karaibski, a także m.in.: ocelot wielki, puma płowa, jaguar amerykański, mulak białoogonowy, kapibara wielka i pancernik nizinny. 
Gady i płazy to krytycznie zagrożony wyginięciem (CR) krokodyl orinokański, narażony na wyginięcie (VU) Podocnemis unifilis, a także m.in.: Cnemidophorus gramivagus, arrau, anakonda zielona, kajman okularowy, kajman karłowaty, kajman Schneidera i Pseudopaludicola llanera.
Ptaki żyjące w parku  to m.in.: rybołów, żabiru amerykański, czubacz żółtoguzy, grzywoszyjka amazońska, szmaragdzik rudorzytny, kukawczyk mały, złotopiór przepasany, drzym przepasany, bentewi wenezuelski, strzyż plamisty i ziarnołusk rdzawoboczny.